# Valerie von David-Rhonfeld
Valerie von David-Rhonfeld (geboren am 1. August 1874; gestorben 1947) war die erste Braut von Rainer Maria Rilke.

## Leben
Ihr Vater Emil Freiherr David von Rhonfeld war österreichisch-ungarischer General und später Statthalter des Königreichs Dalmatien. Ein Onkel mütterlicherseits war der böhmische Dichter Julius Zeyer.
Valerie von David-Rhonfeld begegnete 1893 dem 18-jährigen René Rilke bei einem Treffen deutschsprachiger junger Intellektueller in Prag. Zwischen den beiden entwickelte sich eine Liebesbeziehung. Sie trafen sich täglich, häufig in ihrer Wohnung, was vom Vater nur ungern geduldet wurde. Rilke betrachtete sie als seine Braut und schrieb ihr täglich Briefe, meist mit intensiven Liebesbekundungen, häufig mit Gedichten. Es sind 122 dieser Briefe mit 77 Gedichten erhalten. Von ihr sind keine schriftlichen oder mündlichen Zeugnisse aus dieser Zeit bekannt.
Sie finanzierte – nach späterer eigener Aussage – seinen ersten Gedichtband Leben und Lieder von 1894, der ihr gewidmet war, und der vor allem Liebesgedichte an sie enthielt. 1895 zeichnete sie die Vignette auf dem Titelblatt seines nächsten Gedichtbandes Larenopfer.
Ab Ende 1895 beendete Rilke langsam die Beziehung, was aus den Briefen in zunehmend kühleren Formulierungen und einem letzten Lebewohl ersichtlich wird.
Danach gab es keinen weiteren Kontakt zwischen den beiden.
Valerie von David-Rhonfeld führte ein zurückgezogenes ruhiges Leben, ohne verheiratet zu sein.
1927 verkaufte sie die Briefe nach dem Tod Rilkes an den Antiquar Curt Hirschfeld in Berlin. Dieser bot sie danach für 4800 Reichsmark zum Verkauf an. Seine Absicht, die Briefe zu veröffentlichen, scheiterte an der rechtlich notwendigen Zustimmung der Erben.
Daraufhin verfasste er nur eine kurze Darstellung des Inhalts, ohne ein einziges wörtliches Zitat. Schon dieses empfand der Rilke-Verleger Anton Kippenberg als äußerst anstößig und potenziell rufschädigend für den Ruhm des Dichters.
Die Briefe von Valerie von David-Rhonfeld an Curt Hirschfeld sind erhalten.